# Kuwwat Seýdi
Kuwwat Seýdi (turkm. «Kuwwat» futbol kluby, Seýdi) – turkmeński klub piłkarski, mający siedzibę w mieście Seýdi na wschodzie kraju.
W 1992 występował w Ýokary Liga.

## Historia
Chronologia nazw:
- 1992: Jeýhun Seýdi (ros. «Джейхун» Сейди)
- 1993: Neftehimik Seýdi (ros. «Нефтехимик» Сейди)
- 1994: Kuwwat Seýdi (ros. «Кувват» Сейди)

Piłkarski klub Jeýhun Seýdi został założony w miejscowości Seýdi w 1992 roku. W 1992 debiutował w pierwszych niepodległych rozgrywkach Wyższej Ligi Turkmenistanu, w której zajął spadkowe 13. miejsce. W 1993 jako Neftehimik Seýdi zajął 4 miejsce w Pierwszej Lidze, a w 1994 zmienił nazwę na Kuwwat Seýdi i zakończył rozgrywki na 7. pozycji. Potem został rozformowany.

## Sukcesy

### Trofea międzynarodowe
Nie uczestniczył w rozgrywkach azjatyckich (stan na 31-05-2015).

### Trofea krajowe
Turkmenistan
| \| \| Zdobyte trofea w rozgrywkach Turkmenistanu (stan na: 31-12-2015) \| |                                                                  |      |            |
| Rozgrywki                                                                 | Osiągnięcie                                                      | Razy | Sezon(y)   |
| Mistrzostwo                                                               | I miejsce                                                        | 0    |            |
| Mistrzostwo                                                               | II miejsce                                                       | 0    |            |
| Mistrzostwo                                                               | III miejsce                                                      | 0    |            |
| Mistrzostwo                                                               | 13. miejsce                                                      | 1    | 1992       |
| Puchar                                                                    | zdobywca                                                         | 0    |            |
| Puchar                                                                    | finalista                                                        | 0    |            |
| Puchar                                                                    | 1/16 finału                                                      | 2    | 1993, 1994 |
| II liga                                                                   | I miejsce                                                        | 0    |            |
| II liga                                                                   | II miejsce                                                       | 0    |            |
| II liga                                                                   | III miejsce                                                      | 0    |            |
| II liga                                                                   | 4. miejsce                                                       | 1    | 1993       |
| Turkmenistan                                                              | Zdobyte trofea w rozgrywkach Turkmenistanu (stan na: 31-12-2015) |      |            |